# 天津达仁学院
天津达仁学院，又名私立达仁学院，是一所曾经存在于天津市的高等学府。1951年9月19日，中央人民政府教育部发布（51）高一字1170号令批准，津沽大学改为公立，同时，私立达仁学院并入津沽大学商学院。
校友包括津沽大学教务长王金鼎等。